# (73129) 2002 GM71
(73129) 2002 GM71 – planetoida z pasa głównego asteroid okrążająca Słońce w ciągu 4,21 lat w średniej odległości 2,61 j.a. Odkryta 9 kwietnia 2002 roku.